# Oncopsis subangulata
Oncopsis subangulata är en insektsart som först beskrevs av Sahlberg 1871.  Oncopsis subangulata ingår i släktet Oncopsis, och familjen dvärgstritar. Arten är reproducerande i Sverige.